# Cecilia Moreau
Cecilia Moreau (Olivos, 5 de diciembre de 1976) es una política argentina del Frente Renovador, que se desempeñó como presidenta de la Cámara de Diputados de la Nación desde el 2 de agosto de 2022 hasta el 7 de diciembre de 2023. Desde el 10 de diciembre de 2023, es la vicepresidenta primera de la Cámara Baja de la Nación.

## Biografía
Nació en 1976 en Olivos, localidad ubicada en el área metropolitana de Buenos Aires (a 3 km del acceso más próximo a la capital argentina). Es hija de los políticos Leopoldo Moreau y María del Carmen Banzas.
Militó desde joven en la Unión Cívica Radical (UCR), partido de sus padres, integrando la corriente interna Movimiento Democracia Social (MODESO). Fue secretaria general de la Juventud Radical entre 2001 y 2003, y secretaria de Acción Política del comité bonaerense de la UCR entre 2005 y 2008.
En 2007 fue elegida a la Cámara de Diputados de la Provincia de Buenos Aires por la 1.ª Sección Electoral, cumpliendo mandato en 2011. Allí integró las comisiones de Asuntos del Conurbano; de Juventud; de Discapacidad; de Medio Ambiente; de Niñez, Adolescencia y Familia; de Prevención de Adicciones; y Mercosur. Regresó a la cámara provincial de diputados entre agosto y diciembre de 2015.
Entre 2012 y 2014 fue secretaria general del comité bonaerense de la UCR, presidido por Alejandro Armendáriz (hijo). Ese último año anunció su retiro de la UCR para incorporarse al Frente Renovador (FR) de Sergio Massa.

### Diputada nacional

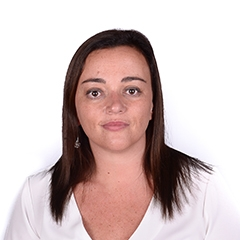
Retrato oficial como diputada.

En las elecciones legislativas de 2015 fue elegida diputada nacional por la provincia de Buenos Aires en la lista de Unidos por una Nueva Alternativa como parte del Frente Renovador. Fue vicepresidenta segunda de la comisión de Prevención de Adicciones y Control del Narcotráfico, secretaria de la comisión de Derechos Humanos y Garantías, y vocal en las comisiones de Cultura; de Familia, Mujer, Niñez y Adolescencia; de Libertad de Expresión; y de Seguridad Interior. En 2018 votó a favor del proyecto de Ley de Interrupción Voluntaria del Embarazo.
Volvió a ser elegida a la Cámara de Diputados en 2019, al ocupar el sexto lugar en la lista del Frente de Todos. Fue vicepresidenta del bloque del Frente de Todos (encabezado en primera instancia por Máximo Kirchner y después por Germán Martínez), presidiendo la comisión de Legislación General y es vocal de las comisiones de Cultura, y de Acción Social y Salud Pública.
En el debate previo a la sanción de la Ley de Interrupción Voluntaria del Embarazo en diciembre de 2020, ejerció como miembro informante del dictamen a favor del proyecto.
En la sesión especial del 2 de agosto de 2022, luego de que la Cámara de Diputados aceptara la renuncia del entonces presidente de la Cámara Baja Sergio Massa, quien fue convocado para ocupar el Ministerio de Economía de la Nación, Moreau fue elegida por sus pares como presidenta de la Honorable Cámara de Diputados de la Nación, convirtiéndose en la primera mujer en presidir dicho cuerpo legislativo.A su vez, fue la primera vez en la historia de la Argentina, donde los altos mandos jerárquicos de ambos plenos legislativos, estuvieron presididos por mujeres, Cristina Fernández de Kirchner como Presidenta del Senado, Claudia Ledesma Abdala, como Presidenta Provisional del Senado y la misma Cecilia Moreau como Presidenta de la Cámara de Diputados.